# 三岳町
三岳町（みたけちょう）は、青森県弘前市の地名。郵便番号は036-8153。

## 沿革
- 1968年（昭和43年）～現在

取上から分離。

## 名前の由来
- 町の東側に三岳公園（かつての三岳堂溜池）があることから。しかし、公園自体の住所は北園になる。

## 世帯数と人口
2017年（平成29年）6月1日現在の世帯数と人口は以下の通りである。
| 大字   | 世帯数  | 人口  |
| ------ | ------- | ----- |
| 三岳町 | 180世帯 | 352人 |

## 施設

### 公共
- 三岳集会所
- 三岳児童センター

### 医療
- 松本眼科
- 工藤整形外科医院

### 神社
- 三嶽神社

## 小・中学校の学区
市立小・中学校に通う場合、学区は以下の通りとなる。
| 大字   | 番地 | 小学校             | 中学校             |
| ------ | ---- | ------------------ | ------------------ |
| 三岳町 | 全域 | 弘前市立文京小学校 | 弘前市立第三中学校 |